# سوکیاس آوتیسیان
سوکیاس یگلی آوتیسیان (ارمنی: Սուքիաս Հեգելի Ավետիսյան؛ زادهٔ ۲۸ آوریل ۱۹۵۹) یک مهندس، اقتصاددان، دانشمند علوم سیاسی و سیاستمدار اهل ارمنستان است که از تاریخ ۱۹۹۵ تا تاریخ ۲۰۱۷ سمت نمایندگی دوره‌های اول تا پنجم مجلس ملی جمهوری ارمنستان را برعهده داشت.

## زندگی‌نامه
در ۲۸ آوریل ۱۹۵۹ در لنیناکان به دنیا آمد .